# لنکاستر، شهرستان هانتینگتون، ایندیانا
لنکاستر (به انگلیسی: Lancaster) یک منطقهٔ مسکونی در ایالات متحده آمریکا است که در شهرستان هانتینگتن، ایندیانا واقع شده‌است. لنکاستر ۲۴۵٫۰۶ متر بالاتر از سطح دریا واقع شده‌است.